# Chefdeville
Pour l’article homonyme, voir Manoir de Chefdeville.
Œuvres principales
- L’Atelier d’écriture
- Je me voyais déjà
- L'Amour en super 8

Chefdeville, né le 19 mars 1959 à Ménilmontant, Paris, est un écrivain et scénariste français. Il vit à Montpellier.

## Biographie
Chefdeville est né en 1959 à Paris dans le XIe arrondissement à la clinique des Métallos. D'origine bourguignonne-auvergnate, petit-fils de bougnat, il écrit très tôt de la poésie. À l'âge de quinze ans, il vend à la criée ses poèmes ronéotypés sur les marchés. En 1975, il forme le groupe de Rock français Les Maîtres nageurs, dans lequel il chante et joue de la guitare rythmique. Un 45 tours intitulé : Le Pompier zingueur cravateur (Production One) sort en 1983. Parolier, sociétaire à la SACEM, il écrit de nombreux textes pour différentes formations de l'hexagone. Parallèlement à la musique, il publie des nouvelles et réalise des courts-métrages expérimentaux, dont un polar musical tourné en 16 millimètres intitulé : 100 mètres libre et sans toi. En 2011, il réalise un docu-fiction : Le Fantôme de la frontière (Production Comme un lundi). Depuis 1994, il publie des romans et des récits aux éditions Le Dilettante, dont L’Atelier d’écriture (2009), Je me voyais déjà… (2012) ou L’Amour en super 8 (2016). Il anime des rencontres autour de ses livres, ainsi que des ateliers d'écriture. Il partage sa vie entre Montpellier et les terrasses du Larzac.

## Œuvre

### Récits
- L’Atelier d’écriture. Le Dilettante, 2009
- Je me voyais déjà. Le Dilettante, 2012

### Roman
- L'Amour en super 8. Le Dilettante, 2016

### Films
- 100 mètres libre et sans toi, court métrage, polar musical
- 2011 : Le Fantôme de la frontière (docu-fiction), avec Clémence Fulleda et Gérard Rampant.

### Disque
- Le Pompier zingueur cravateur / Les Maîtres nageurs. 45 tours. Production One - 1983. Influence : Au Bonheur des dames.

### Sources
1. ↑  Références sur data.bnf.fr